# جایی پرت برای مردن
جایی پرت برای مردن (به انگلیسی: A Lonely Place to Die) فیلمی است محصول سال ۲۰۱۱ و به کارگردانی جولیان گیلبی است. در این فیلم بازیگرانی همچون ملیسا جرج، کیت ماگووان، اد اسپیلرز، کارل رودن، شان هریس، استیون مک‌کول، الک نیومن و امان واکر ایفای نقش کرده‌اند.